# George Edwards
George Edwards (Stratford, 3 aprile 1694 – Plaistow, 23 luglio 1773) è stato un ornitologo britannico.
Bibliotecario del collegio medico di Londra, pubblicò nel 1754 una Storia degli uccelli con rappresentazioni di uccelli tratte dai suoi numerosi viaggi in Europa.
Nel 1750 vinse la medaglia Copley.